# Mollicia amblypostha
Mollicia amblypostha är en kräftdjursart som först beskrevs av G. W. Müller 1906.  Mollicia amblypostha ingår i släktet Mollicia och familjen Halocyprididae. Inga underarter finns listade i Catalogue of Life.